# Kopyciak natrawny
Kopyciak natrawny (Hoplia graminicola) – gatunek chrząszcza z rodziny poświętnikowatych i podrodziny chrabąszczowatych. Zamieszkuje Europę.

## Taksonomia
Gatunek ten opisany został po raz pierwszy w 1792 roku przez Johana Christiana Fabriciusa pod nazwą Melolontha graminicola.

## Morfologia
Chrząszcz o owalnym w zarysie ciele długości od 5 do 7,5 mm i ubarwieniu ciemnobrunatnym do czarnego. Powierzchnię ciała porastają owalne łuski barwy srebrzystej, srebrzystozielonkawej, metalicznie zielonkawej lub złotozielonej, początkowo rozmieszczone stosunkowo gęsto, ale z czasem wycierające się.
Powierzchnia głowy jest ziarniście punktowana i porośnięta krótkimi, odstającymi włoskami. Nadustek jest na przedzie uniesiony. Czułki są dziewięcioczłonowe, żółtobrunatne z ciemniejszymi buławkami.
Przedplecze jest krótko, rzadko, odstająco owłosione. Na jego powierzchni zaznaczona jest linia środkowa oraz dwa płytkie, poprzeczne wciski boczne w pobliżu podstawy. Pokrywy są nierównomiernie punktowane, skąpiej niż głowa i przedplecze owłosione lub wręcz bezwłose, zaopatrzone w smukłe łuski. Kolor odnóży jest brązowy do ciemnobrunatnego. Odnóża przedniej pary mają dwa zęby na zewnętrznych krawędziach goleni, z których górny skierowany jest ku przodowi i mniej lub bardziej równoległy do wierzchołkowego. Stopy przedniej i środkowej pary mają pazurki zewnętrzne nierozszczepione, bardzo małe, cienkie i ciasno przylegające do dużych pazurków wewnętrznych, wskutek czego wyglądają na jednopazurkowe. Stopy przedniej pary osadzone są na wysokości między wierzchołkowym a górnym ząbkiem zewnętrznym goleni. Wyrostki na szczycie goleni tylnej pary są u samicy krótsze i słabiej rozwinięte niż u samca. Pazurki tylnych stóp są nierozszczepione i mają na stronie grzbietowo-wewnętrznej rowek wyraźnie zaznaczony zwłaszcza u wierzchołka.
Odwłok ma na sternitach i pygidium łuski o kształcie okrągło-owalnym. Łuski na pygidium są mniejsze niż u H. praticola i rozstawione na odległości równe ich średnicom.

## Ekologia i występowanie
Owad ten zasiedla tereny o glebach lekkich, najchętniej piaszczystych, w tym wybrzeża mórz i wód śródlądowych, lasy sosnowe o skąpej szacie roślinnej, ugory, tereny ruderalne czy osiedla ludzkie, gdzie odpowiednie podłoże znajduje choćby pod płytami chodnikowymi. Osobniki dorosłe obserwuje się od maja do lipca. Żerują na kwiatach roślin zielnych, krzewów i drzew, przysiadając także na trawach. Pędraki rozwijają się w glebie, żerując na korzeniach roślin zielnych; stanowią stadium zimujące.
Gatunek palearktyczny, europejski, znany z Belgii, Holandii, Niemiec, północnych Włoch, Estonii, Łotwy, Litwy, Polski, Czech, Słowacji, Węgier, Białorusi, Ukrainy, Rumunii, Bułgarii, Słowenii, Chorwacji, Rosji.